# Olympiakos Syndesmos Filathlōn Peiraiōs 2019-2020
Questa voce raccoglie le informazioni riguardanti l'Olympiakos nelle competizioni ufficiali della stagione 2019-2020.

## Maglie e sponsor
Il fornitore tecnico per la stagione 2019-2020 è Adidas. Lo sponsor ufficiale è Stoiximan.
| 1ª divisa | 2ª divisa | 3ª divisa |

## Rosa
| N. |                       | Ruolo | Calciatore                  |
| -- | --------------------- | ----- | --------------------------- |
| 1  | Portogallo (bandiera) | P     | José Sá                     |
| 2  | Algeria (bandiera)    | A     | Hillal Soudani              |
| 3  | Portogallo (bandiera) | D     | Rúben Semedo                |
| 4  | Guinea (bandiera)     | C     | Mady Camara                 |
| 5  | Grecia (bandiera)     | C     | Andreas Bouchalakis         |
| 6  | Algeria (bandiera)    | C     | Yassine Benzia              |
| 7  | Grecia (bandiera)     | C     | Kōstas Fortounīs (capitano) |
| 8  | Brasile (bandiera)    | C     | Guilherme                   |
| 9  | Spagna (bandiera)     | A     | Miguel Ángel Guerrero       |
| 10 | Portogallo (bandiera) | C     | Daniel Podence              |
| 10 | Turchia (bandiera)    | A     | Emre Mor                    |
| 11 | Marocco (bandiera)    | A     | Youssef El-Arabi            |
| 14 | Norvegia (bandiera)   | D     | Omar Elabdellaoui           |
| 15 | Serbia (bandiera)     | D     | Svetozar Marković           |
| 16 | Francia (bandiera)    | P     | Bobby Allain                |
| 18 | Brasile (bandiera)    | A     | Bruno                       |

| N. |                       | Ruolo | Calciatore                 |
| -- | --------------------- | ----- | -------------------------- |
| 19 | Grecia (bandiera)     | C     | Giōrgos Masouras           |
| 20 | Tunisia (bandiera)    | D     | Yassine Meriah             |
| 21 | Grecia (bandiera)     | D     | Kōstas Tsimikas            |
| 22 | Argentina (bandiera)  | C     | Maximiliano Lovera         |
| 23 | Grecia (bandiera)     | D     | Leonardo Koutrīs           |
| 24 | Senegal (bandiera)    | D     | Ousseynou Ba               |
| 26 | Portogallo (bandiera) | C     | Cafú                       |
| 28 | Francia (bandiera)    | C     | Mathieu Valbuena           |
| 34 | Grecia (bandiera)     | D     | Avraam Papadopoulos        |
| 35 | Grecia (bandiera)     | D     | Vasilīs Torosidīs          |
| 66 | Senegal (bandiera)    | D     | Pape Abou Cissé            |
| 76 | Angola (bandiera)     | D     | Bruno Gaspar               |
| 77 | Grecia (bandiera)     | C     | Lazaros Christodoulopoulos |
| 81 | Grecia (bandiera)     | P     | Kōnstantinos Tzolakīs      |
| 97 | Serbia (bandiera)     | C     | Lazar Ranđelović           |
| 99 | Egitto (bandiera)     | C     | Ahmed Hassan               |

## Calciomercato

### Sessione estiva
| Acquisti         | Acquisti            | Acquisti            | Acquisti               |
| R.               | Nome                | da                  | Modalità               |
| ---------------- | ------------------- | ------------------- | ---------------------- |
| P                | Bobby Allain        | Digione             | svincolato             |
| P                | José Sá             | Porto               | definitivo (2,5 mln €) |
| D                | Ousseynou Ba        | Gazélec Ajaccio     | fine prestito          |
| D                | Björn Engels        | Stade Reims         | fine prestito          |
| D                | Bruno Gaspar        | Sporting Lisbona    | prestito               |
| D                | Svetozar Marković   | Partizan            | definitivo (1,5 mln €) |
| D                | Rúben Semedo        | Villarreal          | definitivo (4,5 mln €) |
| C                | Yassine Benzia      | Lilla               | prestito               |
| C                | Mathieu Valbuena    | Fenerbahçe          | svincolato             |
| A                | Bruno               | LASK                | definitivo (0,5 mln €) |
| A                | Youssef El-Arabi    | Lekhwiya            | svincolato             |
| A                | Maximiliano Lovera  | Boca Juniors        | definitivo (3,3 mln €) |
| A                | Lazar Ranđelović    | Radnički Niš        | fine prestito          |
| A                | Hillal Soudani      | Nottingham Forest   | definitivo             |
| Altre operazioni |                     |                     |                        |
| R.               | Nome                | da                  | Modalità               |
| P                | Marios Siampanis    | PAOK                | svincolato             |
| D                | Yaya Banana         | Paniōnios           | fine prestito          |
| D                | Fodé Camara         | Gazélec Ajaccio     | svincolato             |
| D                | Stefanos Evangelou  | PAS Giannina        | fine prestito          |
| D                | Dīmītrīs Goutas     | Lech Poznań         | fine prestito          |
| D                | Giannīs Masouras    | Paniōnios           | fine prestito          |
| D                | Dīmītrīs Nikolaou   | Empoli              | fine prestito          |
| D                | Nemanja Nikolić     | Mladost D. Kakanj   | definitivo             |
| D                | Kōstas Panagou      | Nottingham Forest   | fine prestito          |
| D                | Manōlīs Saliakas    | PAE Chania          | fine prestito          |
| D                | Igor Silva          | AEK Larnaca         | fine prestito          |
| C                | Abdoulaye Keita     | Paniōnios           | definitivo             |
| C                | Kōstas Megaritīs    | Nottingham Forest   | fine prestito          |
| A                | Hugo Cuypers        | Ergotelīs           | svincolato             |
| A                | Fjorin Durmishaj    | Paniōnios           | definitivo (0,4 mln €) |
| A                | Matías Nahuel Leiva | Deportivo La Coruña | fine prestito          |
| A                | Giōrgos Manthatīs   | Paniōnios           | fine prestito          |
| A                | Dīmītrios Manos     | PAS Giannina        | fine prestito          |

| Cessioni | Cessioni                 | Cessioni              | Cessioni               |
| R.       | Nome                     | da                    | Modalità               |
| -------- | ------------------------ | --------------------- | ---------------------- |
| P        | Eleutherios Choutesiōtīs |                       | svincolato             |
| P        | Andreas Gianniōtīs       | Maccabi Tel Aviv      | svincolato             |
| P        | Jurij Lodygin            | Zenit San Pietroburgo | fine prestito          |
| D        | Björn Engels             | Stade Reims           | definitivo (4 mln €)   |
| D        | Roderick Miranda         | Wolverhampton         | fine prestito          |
| D        | Jagoš Vuković            |                       | svincolato             |
| C        | Thanasīs Androutsos      | Atromītos             | prestito               |
| C        | Gil Dias                 | Monaco                | fine prestito          |
| C        | Bibras Natkho            | Partizan              | svincolato             |
| A        | Ahmed Hassan             | Braga                 | fine prestito          |
| A        | Franco Soldano           | Boca Juniors          | prestito (0,25 mln €)  |
| R.       | Nome                     | a                     | Modalità               |
| P        | Marios Siampanis         | Nottingham Forest     | prestito               |
| D        | Fodé Camara              | Gazélec Ajaccio       | prestito               |
| D        | Stefanos Evangelou       | Paniōnios             | prestito               |
| D        | Dīmītrīs Goutas          | Atromītos             | svincolato             |
| D        | Giannīs Masouras         | Paniōnios             | prestito               |
| D        | Dīmītrīs Nikolaou        | Empoli                | definitivo (3,5 mln €) |
| D        | Nemanja Nikolić          | Radnički Niš          | prestito               |
| D        | Kōstas Panagou           |                       | svincolato             |
| D        | Manōlīs Saliakas         | Lamia                 | svincolato             |
| D        | Igor Silva               | Osijek                | prestito               |
| C        | Abdoulaye Keita          | Ajaccio               | prestito               |
| C        | Kōstas Megaritīs         |                       | svincolato             |
| A        | Hugo Cuypers             | Ajaccio               | prestito               |
| A        | Fjorin Durmishaj         | Waasland-Beveren      | prestito               |
| A        | Matías Nahuel Leiva      | Tenerife              | svincolato             |
| A        | Giōrgos Manthatīs        | Anorthōsis            | prestito               |
| A        | Dīmītrios Manos          | OFI Creta             | prestito               |

### Sessione invernale
| Acquisti         | Acquisti         | Acquisti         | Acquisti               |
| R.               | Nome             | da               | Modalità               |
| ---------------- | ---------------- | ---------------- | ---------------------- |
| C                | Cafú             | Legia Varsavia   | definitivo (0,4 mln €) |
| A                | Ahmed Hassan     | Braga            | prestito               |
| A                | Emre Mor         | Celta Vigo       | prestito               |
| Altre operazioni |                  |                  |                        |
| R.               | Nome             | da               | Modalità               |
| D                | Giannīs Masouras | Paniōnios        | fine prestito          |
| D                | Nemanja Nikolić  | Radnički Niš     | fine prestito          |
| C                | Iōannīs Kosti    | Nea Salamis      | definitivo (0,5 mln)   |
| A                | Nikola Čumić     | Radnički Niš     | definitivo (0,5 mln)   |
| A                | Fjorin Durmishaj | Waasland-Beveren | fine prestito          |

| Cessioni         | Cessioni              | Cessioni          | Cessioni                |
| R.               | Nome                  | da                | Modalità                |
| ---------------- | --------------------- | ----------------- | ----------------------- |
| D                | Leonardo Koutrīs      | Maiorca           | prestito                |
| D                | Svetozar Marković     | Larissa           | prestito                |
| D                | Yassine Meriah        | Kasımpaşa         | prestito                |
| C                | Yassine Benzia        | Lilla             | fine prestito           |
| C                | Daniel Podence        | Wolverhampton     | definitivo (19,6 mln €) |
| A                | Miguel Ángel Guerrero | Leganés           | prestito                |
| Altre operazioni |                       |                   |                         |
| R.               | Nome                  | a                 | Modalità                |
| D                | Yaya Banana           |                   | svincolato              |
| D                | Giannīs Masouras      | Larissa           | prestito                |
| D                | Nemanja Nikolić       | Mladost D. Kakanj | definitivo              |
| C                | Iōannīs Kosti         | Nea Salamis       | prestito                |
| A                | Nikola Čumić          | Radnički Niš      | prestito                |
| A                | Fjorin Durmishaj      | Arīs Salonicco    | svincolato              |
| A                | Alexandros Voilis     | Casa Pia          | prestito                |

## Risultati

### Souper Ligka Ellada

#### Girone d'andata
| Arbitro: | Koubarakīs (Tracia occidentale) |

|                    |           |  |
| El-Arabi 7’ (rig.) | Marcatori |  |

| Arbitro: | Evangelou (Atene) |

|  |           |                    |
|  | Marcatori | 7’ (rig.) Valbuena |

| Arbitro: | Fotiadis (Kastoria) |

|                                                                           |           |  |
| Guilherme 12’ El-Arabi 71’ Guerrero 79’ Valbuena 83’ (rig.) Soudani 90+3’ | Marcatori |  |

| Arbitro: | Stegemann |

|                  |           |              |
| Mollo 90’ (rig.) | Marcatori | 35’ Guerrero |

| Arbitro: | Diamantopoulos (Arcadia) |

|                          |           |  |
| Soudani 61’ El-Arabi 70’ | Marcatori |  |

| Arbitro: | Tzovaras (Ftiotide) |

|            |           |                           |
| Diguiny 7’ | Marcatori | 33’ Masouras 38’ El-Arabi |

| Arbitro: | Papadopoulos (Macedonia) |

|                  |           |            |
| Soudani 11’, 57’ | Marcatori | 45+1’ Nabi |

| Arbitro: | de Sousa |

|                      |           |  |
| Semedo 9’ Camara 77’ | Marcatori |  |

| Pigadia 2 novembre 2019, ore 20:00 EET 9ª giornata | Xanthī                   | 0 – 0 referto | Olympiacos | Xanthi FC Arena (3 315 spett.)\| Arbitro: \| Diamantopoulos (Arcadia) \| |
| Arbitro:                                           | Diamantopoulos (Arcadia) |               |            |                                                                          |

| Arbitro: | Skoulas (Tessaglia) |

|                         |           |  |
| Podence 60’ Soudani 62’ | Marcatori |  |

| Arbitro: | Kominīs (Tesprozia) |

|                   |           |                     |
| Emmanouīlidīs 88’ | Marcatori | 55’ (rig.) Valbuena |

| Arbitro: | Sánchez Martínez |

|                     |           |             |
| Valbuena 64’ (rig.) | Marcatori | 29’ Ingason |

| Arbitro: | Karantōnīs (Emazia) |

|  |           |                                |
|  | Marcatori | 6’ Podence 41’, 45+2’ El-Arabi |

#### Girone d ritorno
| Arbitro: | Papapetrou (Atene) |

|  |           |                                               |
|  | Marcatori | 5’, 72’ Masouras 9’ Podence 34’, 44’ El-Arabi |

| Arbitro: | Sezos (Kilkis) |

|                                                  |           |           |
| Masouras 9’, 11’ Soudani 17’ El-Arabi 37’ (rig.) | Marcatori | 56’ Warda |

| Volo 22 dicembre 2019, ore 17:15 EET 16ª giornata | Volo           | 0 – 0 referto | Olympiacos | Stadio Panthessaliko (2 372 spett.)\| Arbitro: \| Fotias (Pella) \| |
| Arbitro:                                          | Fotias (Pella) |               |            |                                                                     |

| Arbitro: | Gestranius |

|              |           |  |
| El-Arabi 74’ | Marcatori |  |

| Arbitro: | Tsagarakīs (La Canea) |

|  |           |                                            |
|  | Marcatori | 40’, 51’, 81’ El-Arabi 70’ (rig.) Valbuena |

| Arbitro: | Tzovaras (Ftiotide) |

|                                                                 |           |                      |
| Guilherme 22’ El-Arabi 24’ Elabdellaoui 44’ Valbuena 63’ (rig.) | Marcatori | 37’ Rose 83’ Diguiny |

| Arbitro: | Manouchos (Argolide) |

|  |           |              |
|  | Marcatori | 45+1’ Camara |

| Amarousio 26 gennaio 2020, ore 19:30 EET 21ª giornata | AEK Atene | 0 – 0 referto | Olympiacos | Stadio olimpico Spyros Louīs (23 741 spett.)\| Arbitro: \| Jug \| |
| Arbitro:                                              | Jug       |               |            |                                                                   |

| Arbitro: | Karantōnīs (Emazia) |

|                                            |           |                   |
| Soudani 5’ El-Arabi 43’ Fasidīs 52’ (aut.) | Marcatori | 71’ (rig.) Castro |

| Arbitro: | Schnyder |

|  |           |                 |
|  | Marcatori | 90+1’ A. Hassan |

| Arbitro: | Vatsios (Attica Occidentale) |

|                                            |           |  |
| A. Hassan 4’ El-Arabi 6’, 24’ Fortounīs 9’ | Marcatori |  |

| Arbitro: | Stieler |

|  |           |                       |
|  | Marcatori | 49’ (aut.) Giannoulīs |

| Arbitro: | Tsagarakīs (La Canea) |

|                                 |           |  |
| Masouras 60’ Mpouchalakīs 90+4’ | Marcatori |  |

#### Poule scudetto
| Arbitro: | Papapetrou (Atene) |

|  |           |              |
|  | Marcatori | 23’ El-Arabi |

| Arbitro: | Manouchos (Argolide) |

|                              |           |           |
| Camara 27’, 28’ Masouras 38’ | Marcatori | 64’ Ideye |

| Arbitro: | Sidīropoulos (Dodecaneso) |

|                                      |           |  |
| Guilherme 5’ El-Arabi 21’ Cafú 90+1’ | Marcatori |  |

| Arbitro: | Turpin |

|            |           |                         |
| Araujo 66’ | Marcatori | 38’ El-Arabi 45’ Camara |

| Arbitro: | Vreskas (Pieria) |

|                    |           |             |
| A. Hassan 27’, 82’ | Marcatori | 45+1’ Sakor |

| Atene 5 luglio 2020, ore 21:30 EEST 32ª giornata | Panathīnaïkos       | 0 – 0 referto | Olympiacos | Stadio Apostolos Nikolaidis (0 spett.)\| Arbitro: \| Kominīs (Tesprozia) \| |
| Arbitro:                                         | Kominīs (Tesprozia) |               |            |                                                                             |

| Arbitro: | Koutsiautīs (Arta) |

|                                 |           |                                               |
| Fetfatzidīs 56’ Mpagalianīs 86’ | Marcatori | 34’, 49’ Masouras 45+1’, 66’ (rig.) A. Hassan |

| Arbitro: | Manouchos (Argolide) |

|  |           |           |
|  | Marcatori | 90’ Mihaj |

| Arbitro: | Vatsios (Attica Occidentale) |

|                     |           |                                          |
| Delīgiannidīs 90+5’ | Marcatori | 10’ (rig.), 61’ Fortounīs 28’ Ranđelović |

| Arbitro: | Papapetrou (Atene) |

|                                        |           |  |
| Valbuena 10’ Ranđelović 21’ Camara 73’ | Marcatori |  |

### Coppa di Grecia

#### Ottavi di finale
| Arbitro: | Katsikogiannīs (Epiro) |

|  |           |                                      |
|  | Marcatori | 6’ Ranđelović 53’ Christodoulopoulos |

| Arbitro: | Vatsios (Attica Occidentale) |

|                                  |           |                |
| Lovera 4’, 68’ Guerrero 17’, 51’ | Marcatori | 66’ El Idrissi |

#### Quarti di finale
| Lamia 4 febbraio 2020, ore 18:00 EET Andata | Lamia            | 0 – 0 referto | Olympiacos | Stadio municipale\| Arbitro: \| Vreskas (Pieria) \| |
| Arbitro:                                    | Vreskas (Pieria) |               |            |                                                     |

| Arbitro: | Koutsiautīs (Arta) |

|                              |           |                               |
| A. Hassan 60’ Cissé 72’, 77’ | Marcatori | 45’ Adejo 90’ (rig.) Villalba |

#### Semifinale
| Arbitro: | Estrada Fernández |

|                                  |           |                           |
| Pelkas 10’, 69’ (rig.) Mišić 12’ | Marcatori | 3’ A. Hassan 9’ Guilherme |

| Arbitro: | Kuipers |

|                         |           |  |
| Masouras 65’ Camara 85’ | Marcatori |  |

#### Finale
| Arbitro: | Kuipers |

|  |           |               |
|  | Marcatori | 9’ Ranđelović |

### Champions League

#### Secondo turno preliminare
| Plzeň 23 luglio 2019, ore 19:00 CEST Andata | Viktoria Plzeň | 0 – 0 referto | Olympiacos | Doosan Arena (10 632 spett.)\| Arbitro: \| Guida \| |
| Arbitro:                                    | Guida          |               |            |                                                     |

| Arbitro: | Martínez Munuera |

|                                                         |           |  |
| Guilherme 51’ Guerrero 70’ Řezník 73’ (aut.) Semedo 82’ | Marcatori |  |

#### Terzo turno preliminare
| Arbitro: | Grinfeld |

|  |           |              |
|  | Marcatori | 53’ Masouras |

| Arbitro: | Madden |

|                                |           |  |
| Semedo 55’ Valbuena 78’ (rig.) | Marcatori |  |

#### Spareggio
| Arbitro: | del Cerro Grande |

|                                              |           |  |
| Guerrero 30’ Ranđelović 78’, 85’ Podence 89’ | Marcatori |  |

| Arbitro: | Skomina |

|           |           |                   |
| Utkin 10’ | Marcatori | 11’, 47’ El-Arabi |

#### Fase a gironi
| Arbitro: | Rocchi |

|                                 |           |                       |
| Podence 44’ Valbuena 54’ (rig.) | Marcatori | 26’ Kane 30’ L. Moura |

| Arbitro: | Bastien |

|                                    |           |            |
| Vulić 62’ Milunović 87’ Boakye 90’ | Marcatori | 37’ Semedo |

| Arbitro: | Makkelie |

|                            |           |                                  |
| El-Arabi 23’ Guilherme 79’ | Marcatori | 34’, 62’ Lewandowski 75’ Tolisso |

| Arbitro: | Raczkowski |

|                             |           |  |
| Lewandowski 69’ Perišić 89’ | Marcatori |  |

| Arbitro: | Kabakov |

|                                     |           |                        |
| Alli 45+1’ Kane 50’, 77’ Aurier 73’ | Marcatori | 6’ El-Arabi 19’ Semedo |

| Arbitro: | Orsato |

|                     |           |  |
| El-Arabi 87’ (rig.) | Marcatori |  |

### Europa League

#### Sedicesimi di finale
| Arbitro: | Zwayer |

|  |           |               |
|  | Marcatori | 81’ Lacazette |

| Arbitro: | Massa |

|                 |           |                         |
| Aubameyang 113’ | Marcatori | 53’ Cissé 119’ El-Arabi |

#### Ottavi di finale
| Arbitro: | Turpin |

|              |           |          |
| El-Arabi 54’ | Marcatori | 67’ Neto |

| Arbitro: | Marciniak |

|                   |           |  |
| Jiménez 8’ (rig.) | Marcatori |  |

## Statistiche

### Statistiche di squadra
| Competizione        | Punti | In casa | In casa | In casa | In casa | In casa | In casa | In trasferta | In trasferta | In trasferta | In trasferta | In trasferta | In trasferta | Totale | Totale | Totale | Totale | Totale | Totale | DR  |
| Competizione        | Punti | G       | V       | N       | P       | Gf      | Gs      | G            | V            | N            | P            | Gf           | Gs           | G      | V      | N      | P      | Gf     | Gs     | DR  |
| ------------------- | ----- | ------- | ------- | ------- | ------- | ------- | ------- | ------------ | ------------ | ------------ | ------------ | ------------ | ------------ | ------ | ------ | ------ | ------ | ------ | ------ | --- |
| Souper Ligka Ellada | 91    | 18      | 16      | 1       | 1       | 44      | 9       | 18           | 12           | 6            | 0            | 30           | 7            | 36     | 28     | 7      | 1      | 74     | 16     | +58 |
| Coppa di Grecia     | -     | 3       | 3       | 0       | 0       | 9       | 3       | 4            | 2            | 1            | 1            | 5            | 3            | 7      | 5      | 1      | 1      | 14     | 6      | +8  |
| Champions League    | 4     | 6       | 4       | 1       | 1       | 15      | 5       | 6            | 2            | 1            | 3            | 6            | 10           | 12     | 6      | 2      | 4      | 21     | 15     | +6  |
| Europa League       | -     | 2       | 0       | 1       | 1       | 1       | 2       | 2            | 1            | 0            | 1            | 2            | 2            | 4      | 1      | 1      | 2      | 3      | 4      | -1  |
| Totale              | 95    | 29      | 23      | 3       | 3       | 69      | 19      | 30           | 17           | 8            | 5            | 43           | 22           | 59     | 40     | 11     | 8      | 112    | 41     | +71 |

### Andamento in campionato
| Giornata  | 1 | 2 | 3 | 4 | 5 | 6 | 7 | 8 | 9 | 10 | 11 | 12 | 13 | 14 | 15 | 16 | 17 | 18 | 19 | 20 | 21 | 22 | 23 | 24 | 25 | 26 | 27 | 28 | 29 | 30 | 31 | 32 | 33 | 34 | 35 | 36 |
| --------- | - | - | - | - | - | - | - | - | - | -- | -- | -- | -- | -- | -- | -- | -- | -- | -- | -- | -- | -- | -- | -- | -- | -- | -- | -- | -- | -- | -- | -- | -- | -- | -- | -- |
| Luogo     | C | T | C | T | C | T | C | C | T | C  | T  | C  | T  | T  | C  | T  | C  | T  | C  | T  | T  | C  | T  | C  | T  | C  | T  | C  | C  | T  | C  | T  | T  | C  | T  | C  |
| Risultato | V | V | V | N | V | V | V | V | N | V  | N  | N  | V  | V  | V  | N  | V  | V  | V  | V  | N  | V  | V  | V  | V  | V  | V  | V  | V  | V  | V  | N  | V  | P  | V  | V  |
| Posizione | 4 | 4 | 1 | 1 | 1 | 1 | 1 | 1 | 1 | 1  | 1  | 1  | 1  | 1  | 1  | 2  | 1  | 1  | 1  | 1  | 2  | 1  | 1  | 1  | 1  | 1  | 1  | 1  | 1  | 1  | 1  | 1  | 1  | 1  | 1  | 1  |

Legenda:

Luogo: C = Casa; T = Trasferta. Risultato: V = Vittoria; N = Pareggio; P = Sconfitta.